# Nižný Orlík
Nižný Orlík (allemand : Unterorlich, hongrois : Alsóodor) est un village de Slovaquie situé dans la région de Prešov.

## Histoire
Première mention écrite du village en 1357.

## Démographie

### Évolution de la population
| Année:               | 1994. | 2004.   | 2014.    | 2024.   |
| -------------------- | ----- | ------- | -------- | ------- |
| Nombre de personnes: | 262   | 257     | 309      | 334     |
| Différence:          |       | -1,90 % | +20,23 % | +8,09 % |

| Année:               | 2023. | 2024.   |
| -------------------- | ----- | ------- |
| Nombre de personnes: | 318   | 334     |
| Différence:          |       | +5,03 % |